# St. Vitus (Büchenbach)

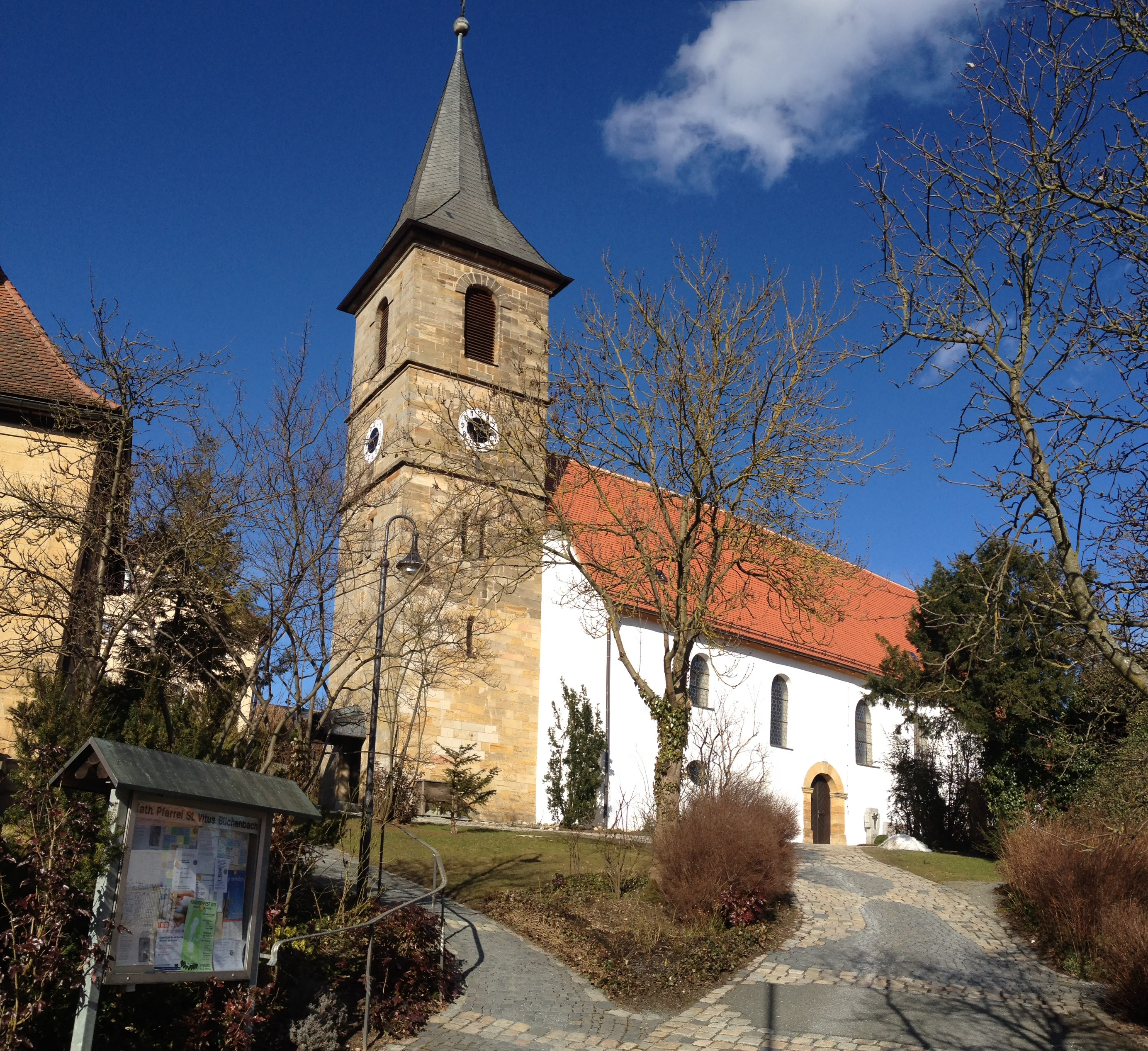
St. Vitus (Büchenbach)

Die römisch-katholische Pfarrkirche St. Vitus ist ein denkmalgeschütztes Kirchengebäude, das im Gemeindeteil Büchenbach der Stadt Pegnitz im Landkreis Bayreuth (Oberfranken, Bayern) steht. Das Bauwerk ist unter der Denkmalnummer D-4-72-175-49 als Baudenkmal in die Bayerische Denkmalliste eingetragen. Die Kirche gehört zum Seelsorgebereich Auerbach-Pegnitz im Dekanat Bayreuth des Erzbistums Bamberg. Kirchenpatron ist der Hl. Vitus.

## Beschreibung
Das Langhaus und der gerade geschlossene, eingezogene Chor im Osten, der innen mit einem Kreuzgratgewölbe überspannt ist, wurden um 1400 errichtet. Die spätgotische Saalkirche wurde von 1740 bis 1741 barockisiert. Hierbei wurde auch das Portal im Süden des Langhauses in seiner jetzigen Form erstellt. Der Kirchturm aus Quadermauerwerk im Westen wurde 1879 um zwei Geschosse aufgestockt. Das erste beherbergt die Turmuhr, das zweite den Glockenstuhl. Darauf wurde ein achtseitiger, schiefergedeckter, spitzer Helm gesetzt. Zur Kirchenausstattung gehören der Altar von 1726, die um 1775 gebaute Kanzel und die neubarocken Seitenaltäre, deren Statuen bereits um 1700 entstanden sind. 
Die Orgel mit neun Registern, einem Manual und einem Pedal wurde 1760 von Johann Konrad Funtsch gebaut.